# ليمبونغان (جزيرة)

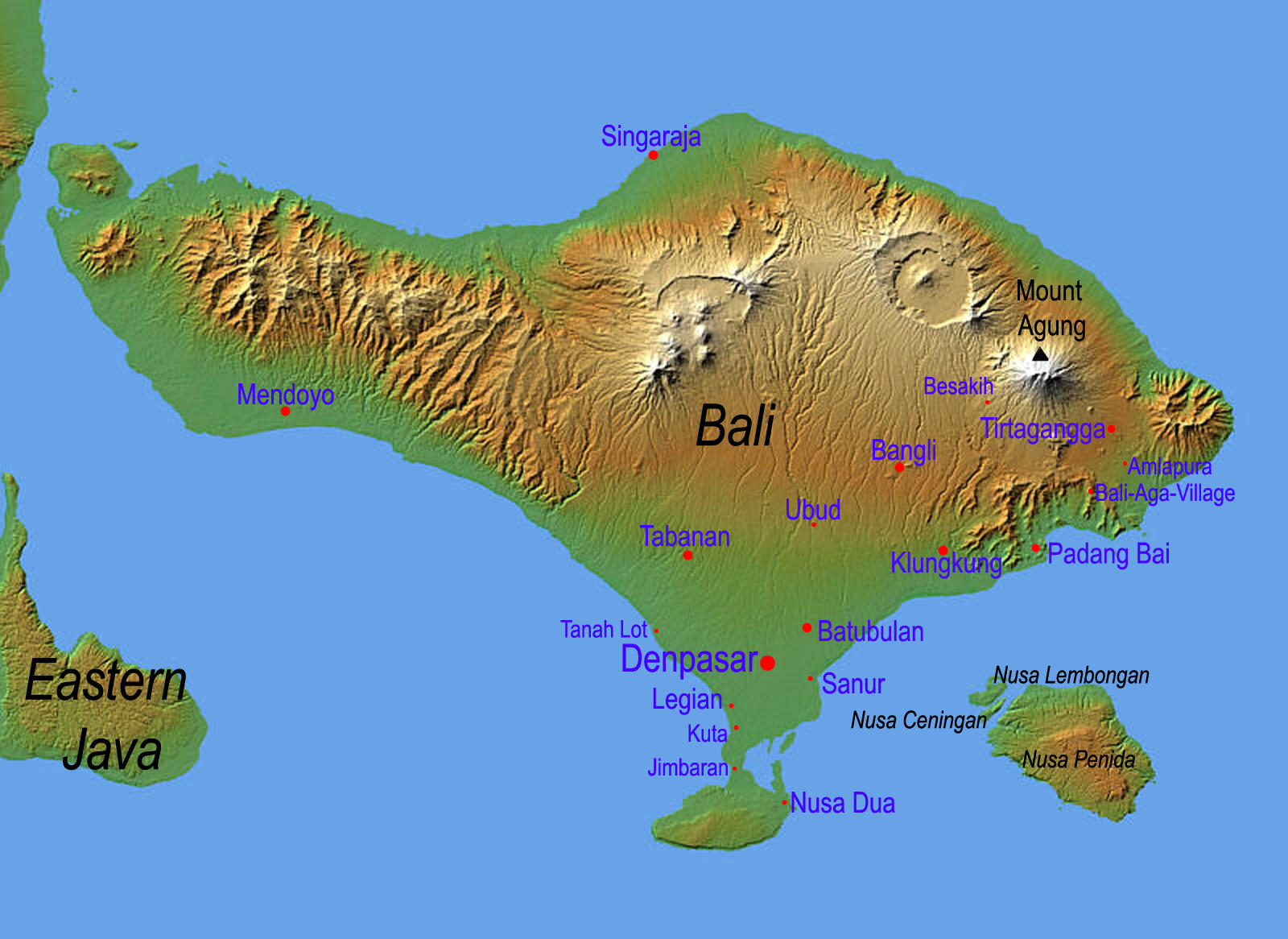
جزيرة بالي وتظهر قربها جزيرة ليمبونغان إضافة إلى جزيرة بينيدا وجزيرة سينينغان

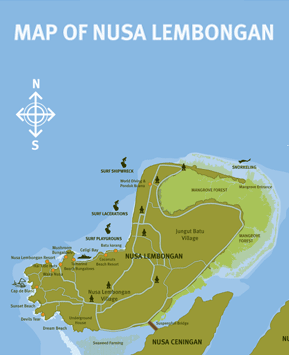
جزيرة ليمبونغان

جزيرة ليمبونغان تقع جنوب شرق جزيرة بالي في إندونيسيا ضمن مجموعة ثلاث جزر أشهرها جزيرة بينيدا إضافة إلى جزيرة سينينغان. هذه الجزر تتبع مجموعة جزر سوندا الصغرى.

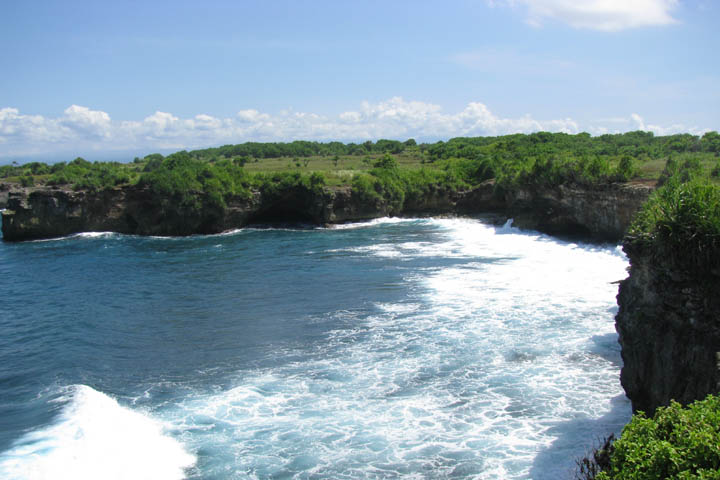
ساحل جزيرة ليمبونغان الجنوبي الغربي
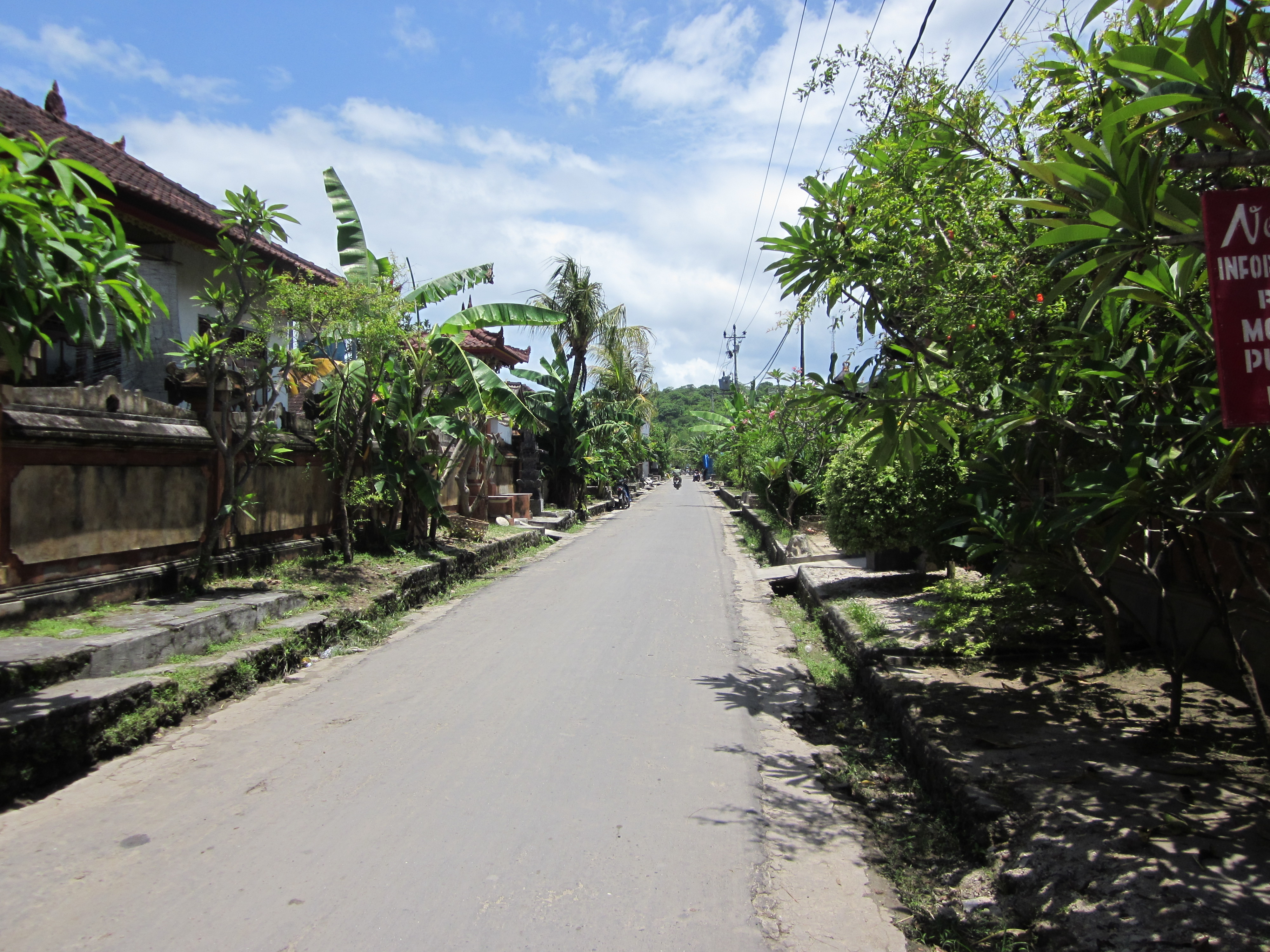
قرية جونغوت باتو في جزيرة ليمبونغان
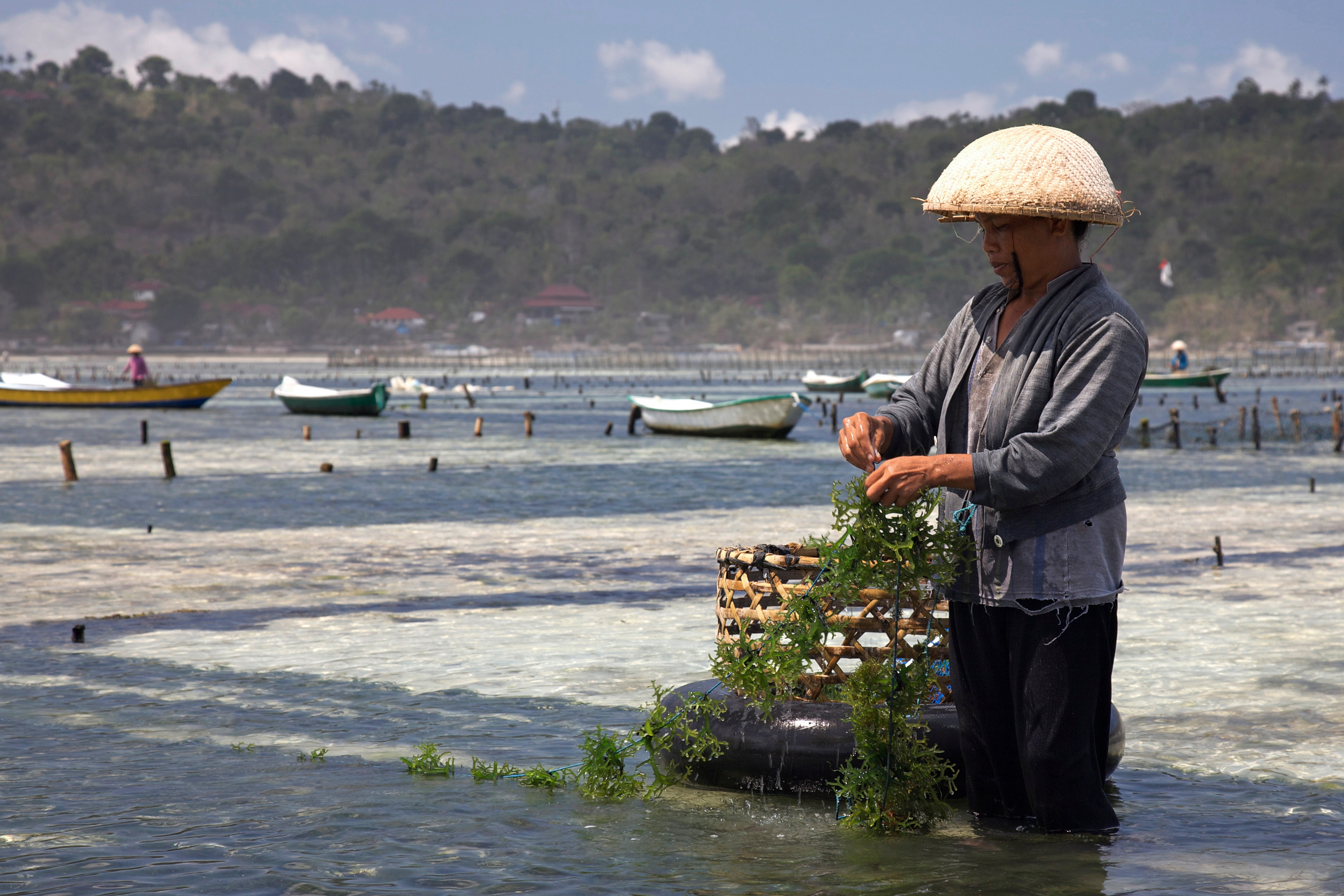
زراعة الطحلب البحري في جزيرة ليمبونغان